# Coil
Coil – eksperymentalny projekt muzyczny utworzony w 1982 roku przez Johna Balance'a (później występującego jako "Jhonn Balance") i jego partnera Petera 'Sleazy' Christophersona. Duet współpracował na długo przed tym, nim Balance wybrał dla niego nazwę Coil – odwołującą się do wszechobecności kształtu spirali w naturze.
Pierwszym oficjalnym wydawnictwem Coila była EP z 1984 roku, zatytułowana How to Destroy Angels. Następne albumy – Scatology, Horse Rotorvator i Love's Secret Domain nie były sukcesami komercyjnymi, ale zwróciły uwagę krytyki na grupę i wywarły znaczący wpływ na scenę industrialną i tworzącą się scenę acid house'ową. 
W 1988 roku grupa zaczęła pracować nad ścieżkami dźwiękowymi do kilku filmów i jeszcze bardziej eksperymentalną muzyką, ostatecznie wydaną pod pseudonimami. W 1999 roku, po szesnastu latach działalności, Coil dał pierwsze koncerty, do 2004 roku odbywając kilka mini-tras koncertowych.
Tragiczna śmierć Johna Balance'a 13 listopada 2004 roku była powodem zakończenia działalności Coila.

## Tribute albumy
W 2009 roku ukazał się album-hołd pod szyldem This Immortal Coil. Tacy artyści jak m.in. Matt Elliott, Yann Tiersen czy Bonnie 'Prince' Billy przedstawili własne interpretacje wybranych utworów Coil.

## Dyskografia

### Albumy
- 1984 Scatology
- 1986 Horse Rotorvator
- 1987 Gold Is the Metal with the Broadest Shoulders
- 1991 Love's Secret Domain
- 1994 The Angelic Conversation
- 1995 Worship the Glitch
- 1996 A Thousand Lights in a Darkened Room (jako Black Light District)
- 1998 Time Machines
- 1999 Astral Disaster (LP)
- 1999 Musick to Play in the Dark Vol. 1
- 2000 Astral Disaster (CD)
- 2000 Constant Shallowness Leads to Evil
- 2000 Musick to Play in the Dark Vol. 2
- 2003 The Plastic Spider Thing (Remixed)
- 2003 Moon's Milk
- 2003 Live One
- 2003 Live Two
- 2003 Live Three
- 2003 Live Four
- 2004 Selvaggina, Go Back into the Woods
- 2005 …And the Ambulance Died in His Arms
- 2005 The Ape of Naples
- 2006 Black Antlers
- 2008 The New Backwards